# 吉部村 (山口県厚狭郡)
吉部村（きべそん）は、山口県厚狭郡にあった村。現在の宇部市東吉部・西吉部にあたる。

## 地理
- 山岳 ： 岡山、日ノ岳、荒滝山
- 河川 ： 厚東川

## 歴史
- 1889年（明治22年）4月1日 - 町村制の施行により、東吉部村・西吉部村の区域をもって発足。
- 1955年（昭和30年）4月1日 - 船木町・万倉村と合併して楠町が発足。同日吉部村廃止。

## 交通

### 鉄道路線
- 船木鉄道（1944年休止、1961年廃止）
  - 船木鉄道線
    - 峠駅 - 大棚駅 - 吉部駅